# Irena Vdovinová
Irena Sergejevna Vdovinová (rusky Ирена Сергеевна Вдовина; * 3. prosince 1937, Moskva, RSFSR, Sovětský svaz) je sovětská a ruská historička filozofie.

## Životopis
V roce 1962 absolvovala Filozofickou fakultu Moskevské státní univerzity a byla přijata do Filozofického ústavu Akademie věd SSSR v Moskvě, kde v roce 1972 obhájila kandidátskou disertaci na téma Problém osobnosti ve francouzském personalismu (rusky Проблема личности во французском персонализме). V roce 1982 získala titul DrSc na základě disertační práce Francouzský personalismus (rusky Французский персонализм). Ve své odborné a badatelské činnosti se zabývá estetikou a francouzskou filozofií 20. století (personalismus, fenomenologie, hermeneutika).

## Publikace
- Эмманюэль Мунье: личность и цивилизация. М.; СПб.: Центр гуманитарных инициатив, 2022. 116 с.
- Феноменология во Франции. Историко-философские очерки. М.: Канон+, 2009. 399 с.
- Эстетика французского персонализма. М.: «Искусство», 1981. 172 с.
- Французский персонализм (критический очерк философского учения). М.: Наука, 1977. 128 с.
- Проблема человеческой взаимности в современной философии Франции // Философские науки, № 9. 2017. С. 98-117.

Překlady do češtiny
- ŠERŠENKO, L.; VDOVINOVÁ, I. S. Personalismus. In: MITROCHIN, L. N.; OJZERMAN, T. I.; ŠERŠENKO, L. N. Buržoazní filozofie 20. století. 1. vyd. Praha: Svoboda, 1977. S. 314–337.